# Marius de Saint-François

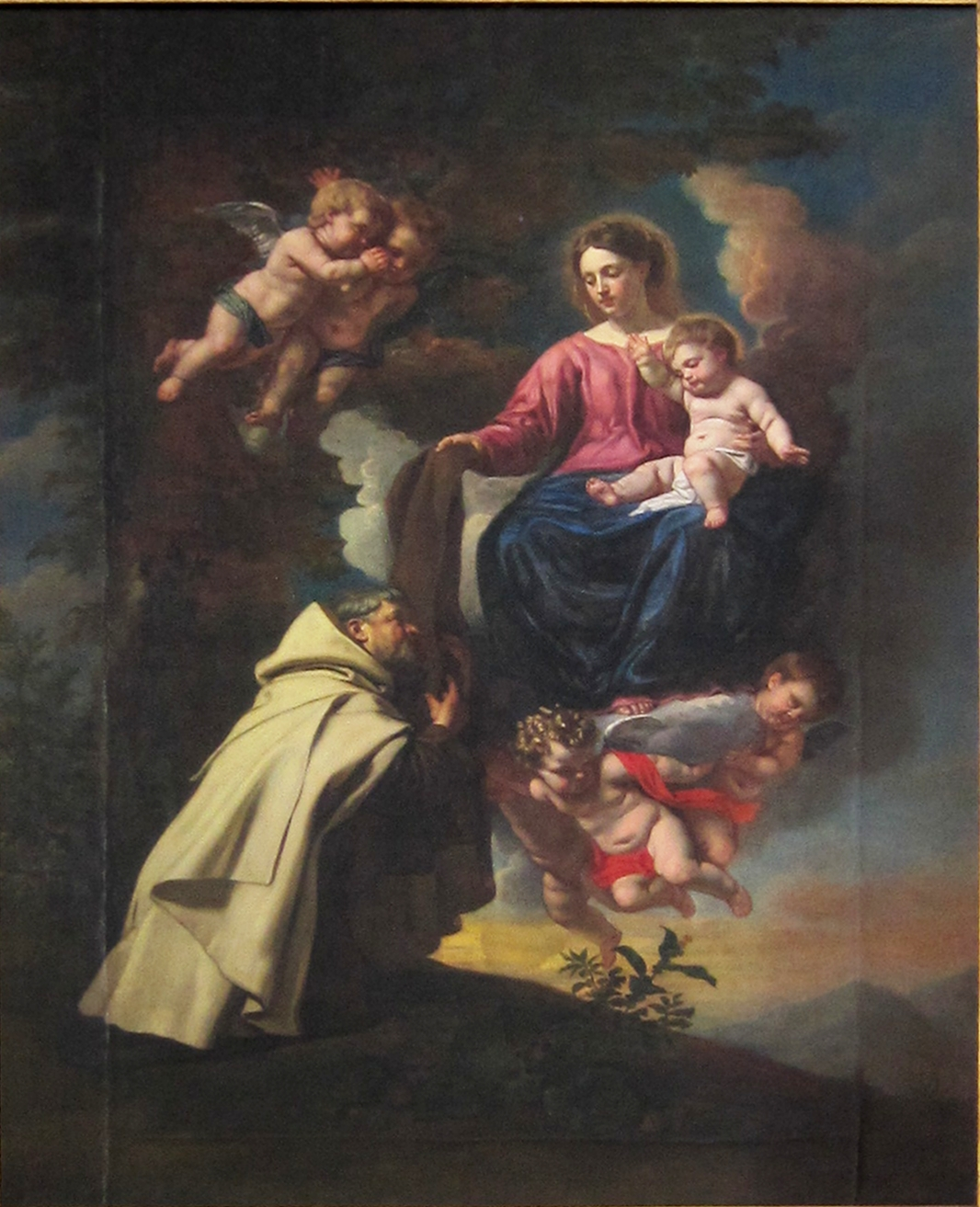
Remise du scapulaire carmélitain à saint Simon Stock (par Jacob van Oost le Jeune)

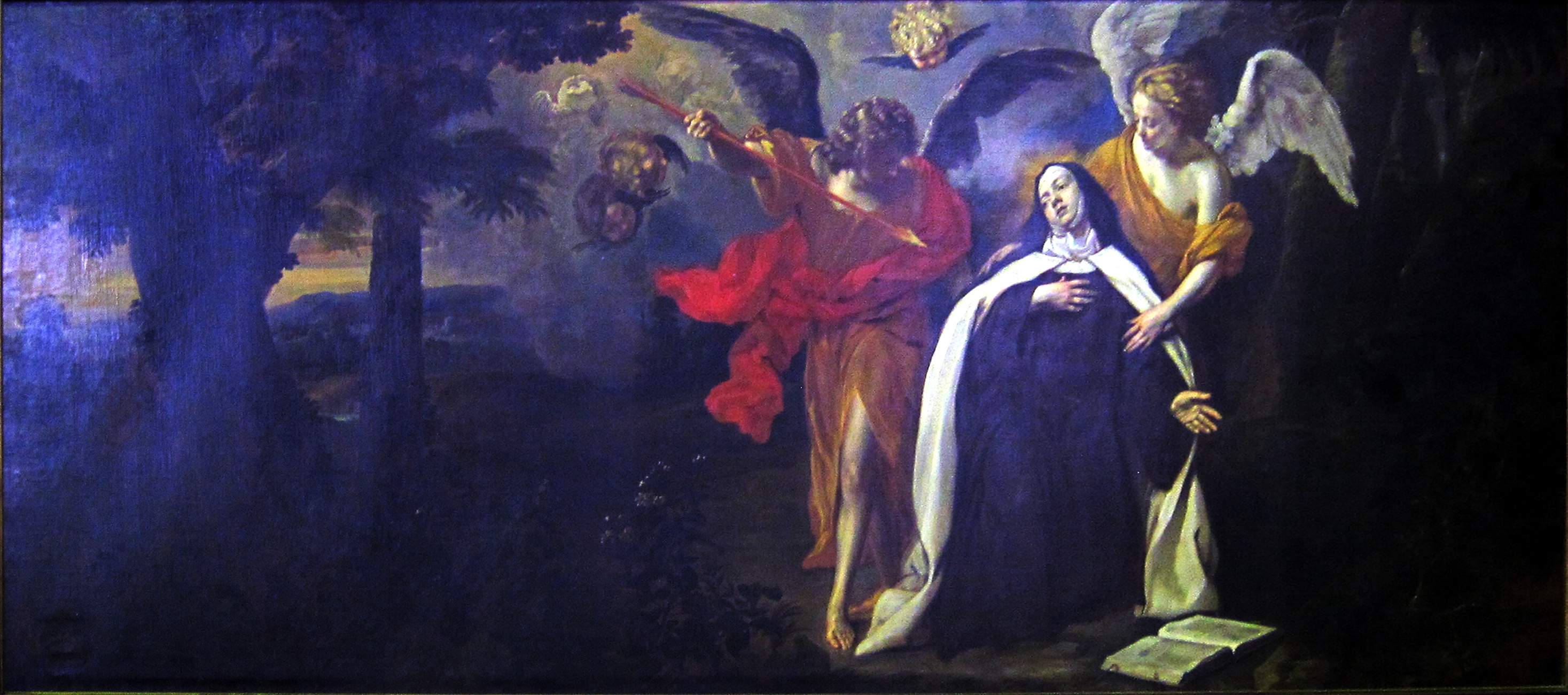
Sainte Thérèse d'Avila (par Jacob van Oost le Jeune)

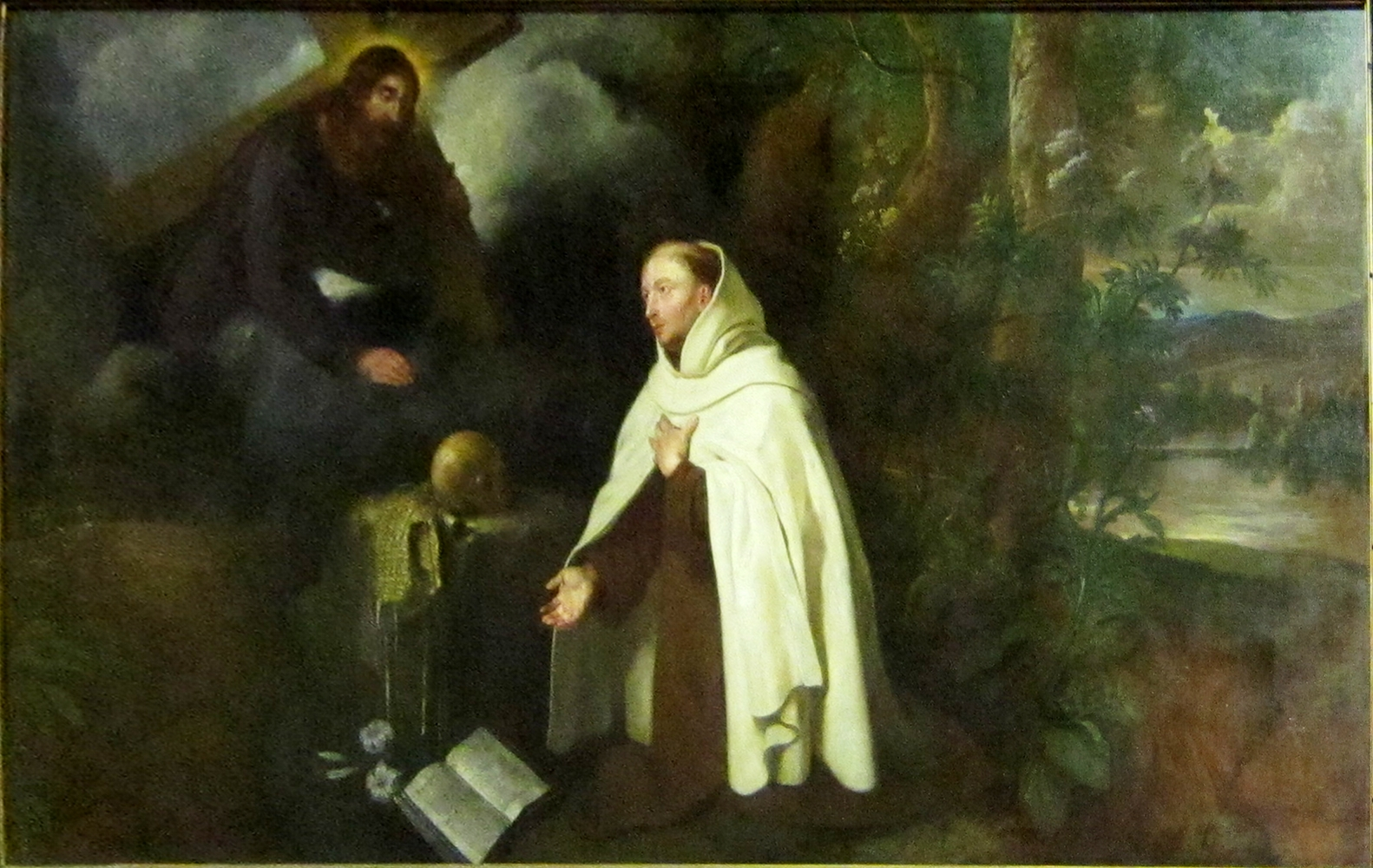
Saint Jean de la Croix (par Jacob van Oost le Jeune)

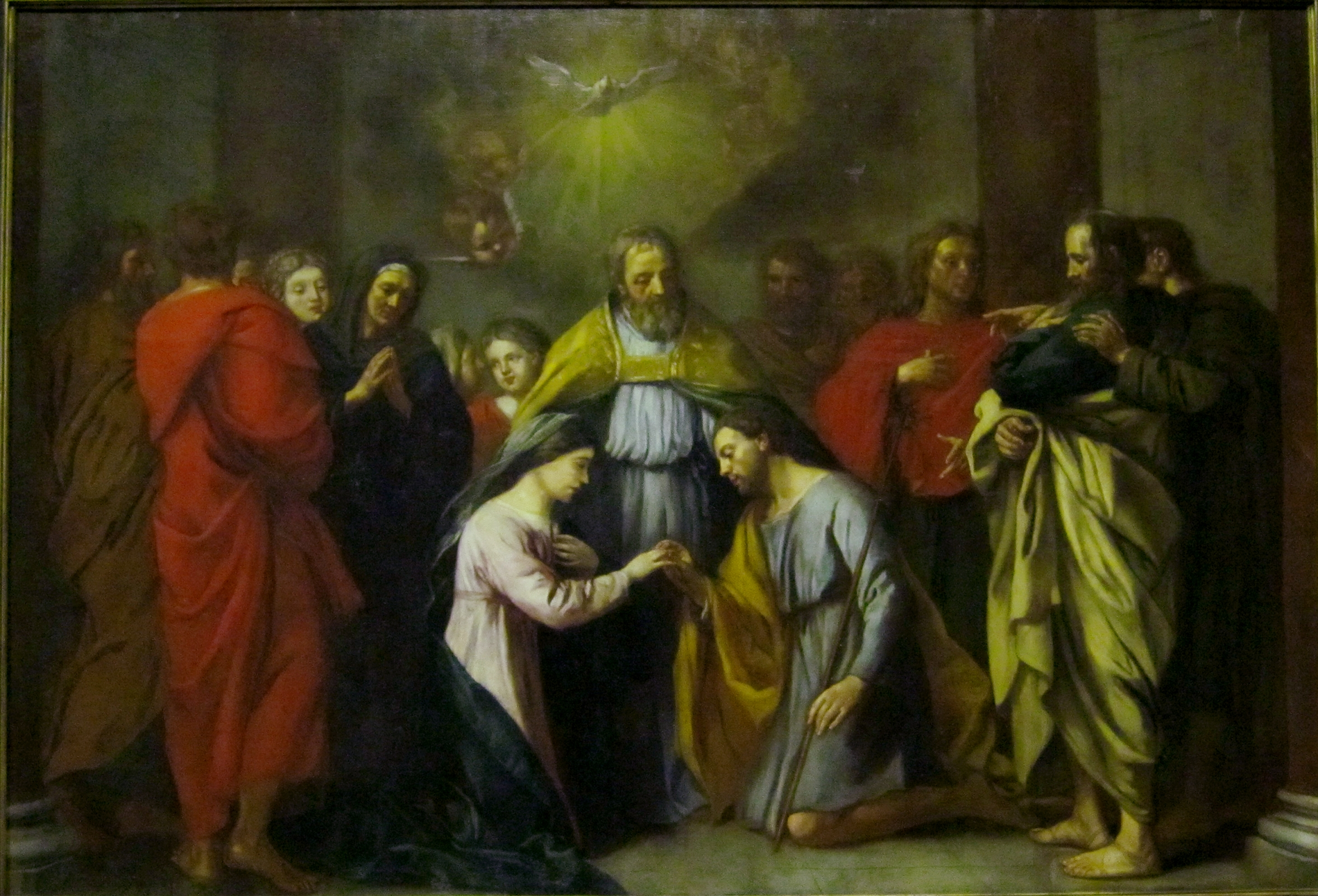
Mariage de sainte Marie et de saint Joseph (par Jacob van Oost le Jeune)

Marius de Saint-François (1626-1695) est un carme flamand, frère cadet de Michel de Saint-Augustin, et auteur d'ouvrages spirituels.

## Biographie
Marius van Ballaert est né à Bruxelles, le 2 mai 1626, dans une famille dont les onze enfants développeront une vocation religieuse :  trois de ses frères seront prêtres séculiers, trois autres deviendront franciscains, deux sœurs se feront béguines et la troisième religieuse; Marius entrera chez les carmes, le 26 juin 1645, à la suite de son frère Jan (Michel de Saint-Augustin), ordonné prêtre ce jour-là. Le 11 juin 1650, c'est à son tour de recevoir l'ordination sacerdotale. En 1659, il est nommé prieur du couvent de Malines, où il fonde la quatrième cellule de l'ermitage de Liedekerke. De 1663 à 1674, il réside à Bruges : d'abord comme prieur; ensuite comme confesseur des carmélites, à partir de 1667; enfin comme supérieur des jeunes profès, en 1670. En 1674, il devient prieur, puis sous-prieur de la communauté de Malines. En 1667, il assiste Maria Petyt dans sa dernière maladie. Nommé prieur de Bruges en 1681 et 1684, il décède à Bruxelles, le 2 novembre 1695.     

## Spiritualité
La vie et l'œuvre de Marius s'inscrivent dans le cadre de la diffusion en Belgique de la Réforme de Touraine, un mouvement de retour à la stricte observance et à la vie contemplative, entamé par les Grands Carmes en France, parallèlement à la réforme thérésienne menée en Espagne. La figure emblématique de ce mouvement est Jean de Saint-Samson, carme mystique, qui considérait l'expérience de Dieu comme une potentialité inscrite dans la nature humaine. C'est pourquoi Marius reprend le plus souvent la doctrine de celui-ci dans ses ouvrages. Ces derniers sont en effet destinés à guider les premiers pas des commençants sur le chemin de la prière et de la méditation. L'auteur y donne des conseils à propos des consolations sensibles et des désolations, mais surtout il évoque la mortification et l'anéantissement, deux pratiques ascétiques vivement encouragées par la Réforme de Touraine, particulièrement chez Michel de Saint-Augustin, qui voit en elles la clé de l'union essentielle avec Dieu. Ce faisant, Marius ne cherche pas à élaborer un enseignement personnel, mais il présente une synthèse des auteurs spirituels en faveur dans le milieu carmélitain flamand à l'époque de la Contre-Réforme. Dans Fonteyn-Adere (Source de vie rayonnant des beaux enseignements pour une vie dévote et intérieure), il cite Bernard de Clairvaux, Thérèse d'Avila, Marie-Madeleine de Pazzi, Jean de la Croix, Alphonse Rodriguez et Jean de Saint-Samson. Dans Onderwysingen (Enseignements pour apprendre la méditation et arriver à la contemplation), il tente d'harmoniser les doctrines de Thérèse d'Avila, Marie-Madeleine de Pazzi et Jean de Saint-Samson, à la suite de son confrère, Daniel de la Vierge. Il convient encore de noter qu'un manuel de dévotion à saint Joseph (Incitamenta devotionis ad S. Josephum Sponsum Deiparae) lui est attribué, en concurrence avec un autre carme, Isidore de Saint-Gilles.

### Œuvres
- (nl) Marius van Ballaert, Fonteyn-Adere des levens : straelende tot schoone onderwysinghen van een godvruchtigh inwigh leven, Anvers, Weduwe Cnobbaert, 1655, 377 p. (lire en ligne).
- (nl) Marius van Ballaert, Onderwysingen om te leeren Mediteren : Ende te komen tot de Contemplatie getrocken uyt de Leeringen van de Heylige Seraphynsche Maghet ende moeder Theresia van Jesus ende andere, Bruges, Cardinael, 1695.

### Études
- H. Blommestijn, Dictionnaire de spiritualité ascétique et mystique, t. X, Paris, Beauchesne, 1980, p. 615-616 : Marius de Saint-François.